# Trifurcula coronillae
Trifurcula coronillae là một loài bướm đêm thuộc họ Nepticulidae. Nó được tìm thấy dọc theo bờ biển bờ biển Địa Trung Hải của Tây Ban Nha, nhưng có lẽ có phạm vi phân bố rộng hơn.
Sải cánh dài 5.6-6.7 mm đối với con đực và 5.4-6.4 mm đối với con cái. Con trưởng thành bay từ tháng 5 đến tháng 8. Có thể có một lứa một năm.
Ấu trùng ăn Coronilla juncea. 